# 第118独立機械化旅団 (ウクライナ陸軍)
第118独立機械化旅団（だい118どくりつきかいかりょだん、ウクライナ語: 118 та окрема механізована бригада）は、ウクライナ陸軍の旅団。第10軍団隷下。
2023年6月のザポリージャ州におけるウクライナの反転攻勢に備え、2月15日に新編された。

## ロシアによるウクライナ侵攻での戦闘
ウクライナ軍がザポリージャ州で仕掛けた反転攻勢中の2023年7月27日、旅団の先遣中隊がロボティネ付近のロシア連邦軍陣地に到達し、高所陣地に展開していたロシア陸軍第1430独立自動車化狙撃連隊、ロシア空挺軍第45独立親衛特殊任務連隊、ロシア海軍第810独立親衛海軍歩兵旅団による集中攻撃を受け、T-72戦車4-5両、装甲兵員輸送車と歩兵戦闘車13-15両、先遣中隊指揮官を含む中隊のほぼ全員が戦死ないし負傷または捕虜となった。ロシア連邦軍陣地は第47独立機械化旅団が突破し、ノヴォプロコピウカまで押し返すことに成功した。

## 編制
2024年時点の編制は以下のとおりとなる。
- 本部管理中隊
- 第1機械化大隊
- 第2機械化大隊
- 第3機械化大隊
- 第5狙撃大隊
- 戦車大隊
- 砲兵群
- 防空大隊
- 偵察中隊
- 工兵大隊
- 兵站大隊
- 通信中隊
- 整備大隊
- レーダー中隊
- 衛生中隊
- CBRN防護中隊

## 主要装備
- T-72M1[1]
- BMP-1[1]
- M109A6[1]
- ARP-40[1]